# Perotrochus pyramus
Perotrochus pyramus är en snäckart som beskrevs av F. M. Bayer 1967. Perotrochus pyramus ingår i släktet Perotrochus och familjen Pleurotomariidae. Inga underarter finns listade i Catalogue of Life.